# Campioni italiani assoluti di atletica leggera - Getto della pietra maschile
Questa pagina raccoglie un elenco di tutti i campioni italiani dell'atletica leggera nel getto della pietra, specialità che consisteva nel lancio di una pietra sbozzata in forma regolare e angoli arrotondati dal peso di 6,4 kg. Fu introdotto ai campionati italiani assoluti di atletica leggera nel 1913 e vi rimase fino all'edizione del 1922, per un totale di sei titoli assegnati.

## Albo d'oro
| Anno | Atleta                                   | Prestazione            |
| ---- | ---------------------------------------- | ---------------------- |
| 1913 | Giuseppe Tugnoli Virtus Atletica Bologna | 16,50 m                |
| 1914 | Giuseppe Tugnoli Virtus Atletica Bologna | 17,71 m                |
| 1915 | Edizioni non disputate                   | Edizioni non disputate |
| 1916 | Edizioni non disputate                   | Edizioni non disputate |
| 1917 | Edizioni non disputate                   | Edizioni non disputate |
| 1918 | Edizioni non disputate                   | Edizioni non disputate |
| 1919 | Giuseppe Tugnoli Virtus Atletica Bologna | 16,30 m                |
| 1920 | Giuseppe Tugnoli Virtus Atletica Bologna | 15,54 m                |
| 1921 | Carlo Butti Gruppo Sportivo Butti Milano | 16,32 m                |
| 1922 | Carlo Butti Gruppo Sportivo Butti Milano | 16,36 m                |